# 外浦港
外浦港（とのうらこう）は、宮崎県日南市南郷町にある地方港湾。港湾管理者は宮崎県。

## 概要
日向灘に面する港湾で、湾奥にあり日向大島が外洋からの波を遮ることから、油津港と並んで古くから天然の良港として知られ、室町時代には遣明船の寄港地であった。
沿岸は日南海中公園に指定されており、当港から水中観光船「マリンビューワーにちなん」が運航されている（2025年3月1日に外浦漁業協同組合が水中観光船事業を事業承継し「マリンビューワーなんごう」から改称）。
2015年度の発着数は1,150隻（30,374総トン）、利用客数は18,556人（乗込人員9,278人、上陸人員9,278人）である。

## アクセス
- JR九州日南線南郷駅 - 国道448号経由で約2.3 km